# SN 2012A
SN 2012A (PSN J10250739+1709146) – supernowa typu II odkryta 7 stycznia 2012 położona w galaktyce NGC 3239 (w gwiazdozbiorze Lwa), pierwsza supernowa odkryta w 2012, w momencie odkrycia miała jasność 14,6.
Przesunięcie ku czerwieni galaktyki, w której odkryto supernową wynosi 0,002512, co oznacza, że jest ona odległa od Ziemi ok. 30 milionów lat świetlnych. Supernowa została odkryta przez B. Moore'a, Jacka Newtona i Tima Pucketta. Obserwacje spektroskopowe dokonane 10 stycznia potwierdziły, że zarejestrowany obiekt był supernową typu II. Supernowa została odkryta w ramach prowadzonego przez astronomów amatorów programu The Puckett Observatory World Supernovae Search. Było to 252 odkrycie w ramach tego programu.